# 849 (numero)
Ottocentoquarantanove (849) è il numero naturale dopo l'848 e prima dell'850.

## Proprietà matematiche
- È un numero dispari.
- È un numero composto con 4 divisori: 1, 3, 283, 849. Poiché la somma dei suoi divisori (escluso il numero stesso) è 287 < 849, è un numero difettivo.
- È un numero semiprimo.
- È un numero nontotiente in quanto dispari e diverso da 1.
- È un numero odioso.
- È un numero intero privo di quadrati.
- È un numero di Ulam.
- È parte delle terne pitagoriche (849, 1132, 1415), (849, 40040, 40049), (849, 120132, 120135), (849, 360400, 360401).

## Astronomia
- 849 Ara è un asteroide della fascia principale del sistema solare.
- NGC 849 è una galassia lenticolare della costellazione della Balena.

## Astronautica
- Cosmos 849 è un satellite artificiale russo.